# John Schoenherr
John Carl Schoenherr est un illustrateur américain né le 5 juillet 1935 à New York et mort le 8 avril 2010 à Easton.
Il remporte notamment le prix Hugo du meilleur artiste professionnel en 1965 puis la médaille Caldecott en 1988 pour l'illustration du livre pour enfants Owl Moon (en) de Jane Yolen.
En 2015, il est intronisé à titre posthume dans le Science Fiction and Fantasy Hall of Fame du Museum of Pop Culture.

## Prix et distinctions
- 1965 : Prix Hugo du meilleur artiste professionnel
- 1988 : Médaille Caldecott, pour les illustrations de l'ouvrage jeunesse Owl Moon (en), sur un texte de Jane Yolen
- 1990 : (international) « Honour List »[1] de l' IBBY pour les illustrations de l'ouvrage jeunesse Owl Moon (en), sur un texte de Jane Yolen